# 西乌珠穆沁旗
西乌珠穆沁旗，簡稱西烏旗，是中華人民共和國內蒙古自治區錫林郭勒盟轄下的一個旗。該旗地方政府駐巴拉嘎尔高勒镇。

## 历史
西乌旗境域，在辽代为上京道乌古迪烈统军司所辖；金代设置临潢府路庆州大盐乐群牧司；元代属岭北行省济南王部管辖地。明代时该地为东部蒙古乌珠穆沁部落牧地，乌珠穆沁，意为“葡萄山之人”。清初分设乌珠穆沁左、右两翼旗；中国抗日战争时属蒙疆联合自治政府统治。1949年归东部联合旗；1956年析置西乌珠穆沁旗。

## 地理
全旗面積為22581平方公里。該旗草地資源提供牧民畜牧環境，因此該地區為內蒙古自治區綠色畜產品主要生產基地。官方宣稱該旗養畜規模穩定在200萬頭左右，年產綿羊毛2000噸，山羊絨155噸、皮張116萬張，牛羊肉35000噸，鮮奶46000噸。1990年中期以後，該旗境內仍受沙塵暴之苦。

## 人口
根據第七次人口普查數據，截至2020年11月1日零時，西烏珠穆沁旗常住人口為99255人。
該旗境內以蒙古族牧民居多，佔全旗半數以上。
2006年西乌旗人口約7萬。

## 行政区划
西乌珠穆沁旗下辖5个镇、2个苏木：
巴拉嘎尔高勒镇、巴彦花镇、吉仁高勒镇、浩勒图高勒镇、高日罕镇、巴彦胡舒苏木、乌兰哈拉嘎苏木、西乌旗白音华能源化工园区和林业总场。

## 煤炭
锡林郭勒褐煤带穿过。具有极为丰富的褐煤资源。探明储量350亿吨，预测储量500亿吨以上，其中100亿吨以上2处，10亿吨以上4处。建成了配套的煤炭、煤化工、坑口发电、铁路、公路体系。包括赤大白铁路、巴新铁路、锡乌铁路、巴珠铁路等。
- 白音华煤田：长约60公里，宽约8.5公里，面积达510平方公里，探明储量140.7亿吨，煤种为褐煤，发热量在3800—4200卡之间。规划建设4个露天矿和一号井工矿，暂定为年产原煤6000万吨。四个露天矿共计拥有国家批准的资源储量为45亿吨，其中，一号井工矿资源储量3.79亿吨，一号露天矿资源储量7.38亿吨，二号露天矿资源储量9.9亿吨，三号露天矿资源储量为13.31亿吨，四号露天矿资源储量10.4亿吨。
  - 白音华一号露天矿：平煤集团下属的内蒙古平西白音华煤业有限公司，总投资17.32亿元，年产原煤700万吨，由沈阳煤矿设计院设计。矿区井田面积17.82平方公里，可采储量7.38亿吨。2004年春开发。
  - 白音华二号露天矿：中电投所属，总投资26亿元，年产原煤1500万吨，一期500万吨。
  - 白音华三号露天矿：霍煤集团所属。白音华三号露天矿：总投资26亿元，规模年产原煤1400万吨，一期500万吨。
  - 白音华四号露天矿：2004年，国家划拨给阜新矿务局内蒙古白音华四号露天矿。该矿地表南北走向7.17公里，东西倾向平均宽3.35公里，勘探面积24.98平方公里，共有煤层12层，最大开采深度330米，其中主采煤层平均厚度25.62米，占总储量72%。该矿煤质为褐煤，资源量为10.4亿吨。一期工程为露天开采，年产500万吨，2006年5月开工，于2010年建成，是白音华金山坑口电厂(2×60万kW)的配套供煤项目。二期转入井工开采，设计生产能力为年产500万吨。[4]总体规划确定2 400万t/a。
- 五间房煤田：总面积为932.5平方公里，煤炭储量为107亿吨，煤种为褐煤、中热值烟煤，发热量在4500—5000卡之间。
- 巴彦硕煤田：总面积为784.83平方公里，煤质为褐煤，已探明20亿吨。
- 巴棋北煤田：总面积66.93平方公里，共获煤炭资源总量39.8亿吨，其中长焰煤28亿吨，褐煤11.7亿吨，预测煤炭资源量为70亿吨。
- 浩沁煤田：总面积为312.94平方公里，总资源储量约63.56亿吨，煤质为长焰煤＋褐煤。
- 吉林郭勒煤田：总面积为307.32平方公里，煤炭总资源储量为22.75亿吨，煤种为褐煤，发热量在5070卡以上。吉林郭勒二号露天矿可按1800万吨/年建设规模开展前期工作。2008年2月，吉林郭勒矿区总体规划已获得国家发改委的批复。批复矿区划分为4个矿（井）田和3个后备区，规划建设规模为2340万吨/年。目前吉林郭勒一、二号露天矿项目可行性研究报告已编制完成并即将上报自治区发改委。

## 特产
乌珠穆沁羊（沁绿牌）：中国地理标志产品。

## 文化旅游
境内白音格勒是1977年上海电影制片厂出品的电影《祖国啊，母亲》故事发生的地点。
西乌旗重点发展旅游观光产业，推进文旅融合发展。